# WINGs Display Manager
Pour les articles homonymes, voir Wings.
En informatique, WINGs Display Manager (abrégé en WDM) est un gestionnaire d'affichage pour X Window System. Il utilise une interface du style Window Maker pour présenter un écran d'accueil graphique. Il utilise la bibliothèque logicielle WINGs.